# Vilhena EC
Vilhena EC, ook bekend als kortweg VEC is een Braziliaanse voetbalclub uit Vilhena in de staat Rondônia.

## Geschiedenis
De club werd opgericht in 1991. De club speelde enkele onderbroken seizoenen in de staatscompetitie en werd vanaf 2002 een vaste waarde. In 2005 werd de eerste titel gewonnen.

## Erelijst
Campeonato Rondoniense
2005, 2009, 2010, 2013